# Fally Ipupa
Fally Ipupa Nsimba (Kinsasa, 1977) es un músico, bailarín y productor discográfico congoleño.
Nacido el 14 de diciembre de 1977 en la capital de la República Democrática del Congo, Kinsasa; comienza en varios pequeños grupos de calle, donde es descubierto por Koffi Olomidé, que lo integra a su grupo Quartier Latin, donde permanecerá siete años.
En 2006, firma por Obouo Music y publica su primer álbum Droit Chemin.
Consigue éxitos internacionales con canciones world como Chaise électrique, Sexy Dance, Sweet Life u Original.

## Biografía

### Niñez y comienzos en la música (1977-1992)
Fally Ipupa Nsimba nació en Kinshasa, en RDC. Creció en el barrio de Bandalungwa, sede del grupo Wenge Musica. Durante su niñez, Fally Ipupa era extremadamente tímido debido a su tartamudez y ceceo, lo que puede notarse aún en algunas de sus canciones.

### Grupos de calle (1992-1997)
Entre 1992 y 1993, que empezó a tocar música en la calle en el grupo Flash Succes. Más tarde, entre 1995 y 1996, entra en el grupo Kibinda Nkoy, con Papy Kakol, Seguin Mignon Maniata y otros. Pero el grupo tuvo que dividirse porque eran demasiados y Fally se fue con Seguin y otros miembros, creando Nueva Alianza.

### Talents Latents (1997)
En 1997, se une al grupo Talents Latents creado por Mosain Malanda y Faustin Djata. El grupo graba el álbum La Nouvelle Vague y hace apariciones en televisión. La canción Courte de Fally tiene cierta popularidad. Varios de sus componentes abandonan la orquesta para crear Quartier Latin Academia en París.

### Quartier Latin International (1999-2006)
Fally Ipupa se integra en la orquesta Quartier Latin International a principios del año 1999, contratado por Koffi Olomidé, donde, por su voz y sus pasos de baile, se convertirá en la estrella principal del grupo. En febrero de 2000, el grupo saca su álbum Force de frappe, cuyo mayor éxito es Éternellement, cantada a dúo por Koffi Olomidé y Fally Ipupa. En 2003, firma una de las canciones del doble álbum Affaire d'État de Koffi Olomidé. Y en 2004, Koffi Olomidé saca un álbum en solitario, Mundo árabe, donde destaca Fally en canciones como Essili y Eputsha. 
Un año después, participa en el maxisingle Boma nga no elengi así como en la grabación del álbum del grupo Danger de Mort.

### Droit chemin(2006)
Fally Ipupa firma con Obouo Music, del marfileño David Monsoh, enfrentado políticamente con Koffi. Fally trabaja con algunos músicos de la orquesta Quartier Latin (guitarristas, percusionistas...) y el arreglista Maîka Munan.  El 10 de junio de 2006, comercializa el álbum Droit Chemin, que le valdrá el premio de mejor intérprete masculino del año durante la edición 2007 de los Césaire de la Musique, el título de Mejor artista masculino africano el mismo año en los Kora Awards y un disco de oro.
Con el éxito obtenido, Fally abandona definitivamente el grupo y comienza su carrera en solitario. El 7 de abril de 2007 da un concierto en el Olympia de París.

### Arsenal de belles mélodies(2009)
En 2007, Fally Ipupa comienza a trabajar en su álbum, Arsenal de belles mélodies, que sale el 25 de junio de 2009 en Francia también en Obouo Music. Contiene 16 pistas con dos colaboraciones, sobre todo de la cantante estadounidense Olivia, en Chaise électrique y del rapero antillano Krys, en Sexy Dance.

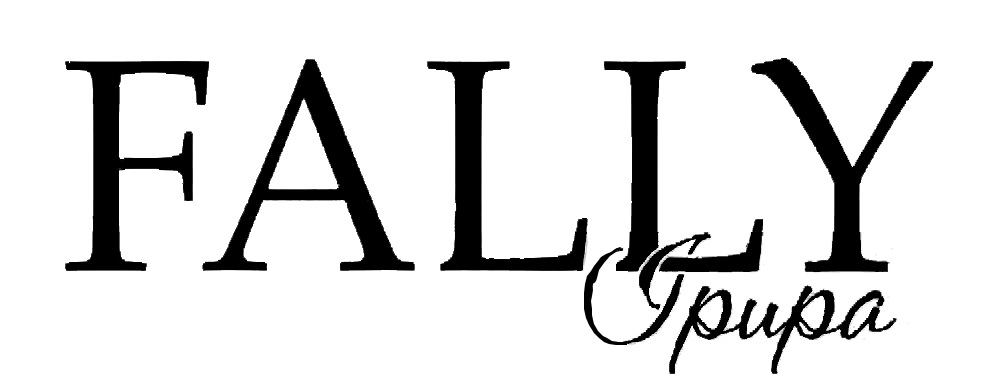
Logo usado por Fally Ipupa para promocionarse entre 2007 y 2014.

El 11 de junio de 2011, participa en la Nuit africaine en el Estadio de Francia con otras estrellas africanas.

### Power "Kosa Leka"(2013)
Su tercer álbum en solitario, Power "Kosa Leka", se publica el 4 de abril de 2013, con títulos tales como Ndoki, Bruce, Anissa, Terminator, Sweet Life, Service y el genérico Hustler is Back. Una semana después de la salida de su tercer álbum, el 11 de abril de 2013, firma un contrato de tres álbumes internacionales con AZ, filial de la major Universal Music Group.
Participa en los MTV Africa All Stars con artistas como Snoop Dogg, 2Cara Idibia, Flavour ante más de 15 000 espectadores el 18 de mayo de 2013 en el Estadio Moses-Mabhida a Durban.

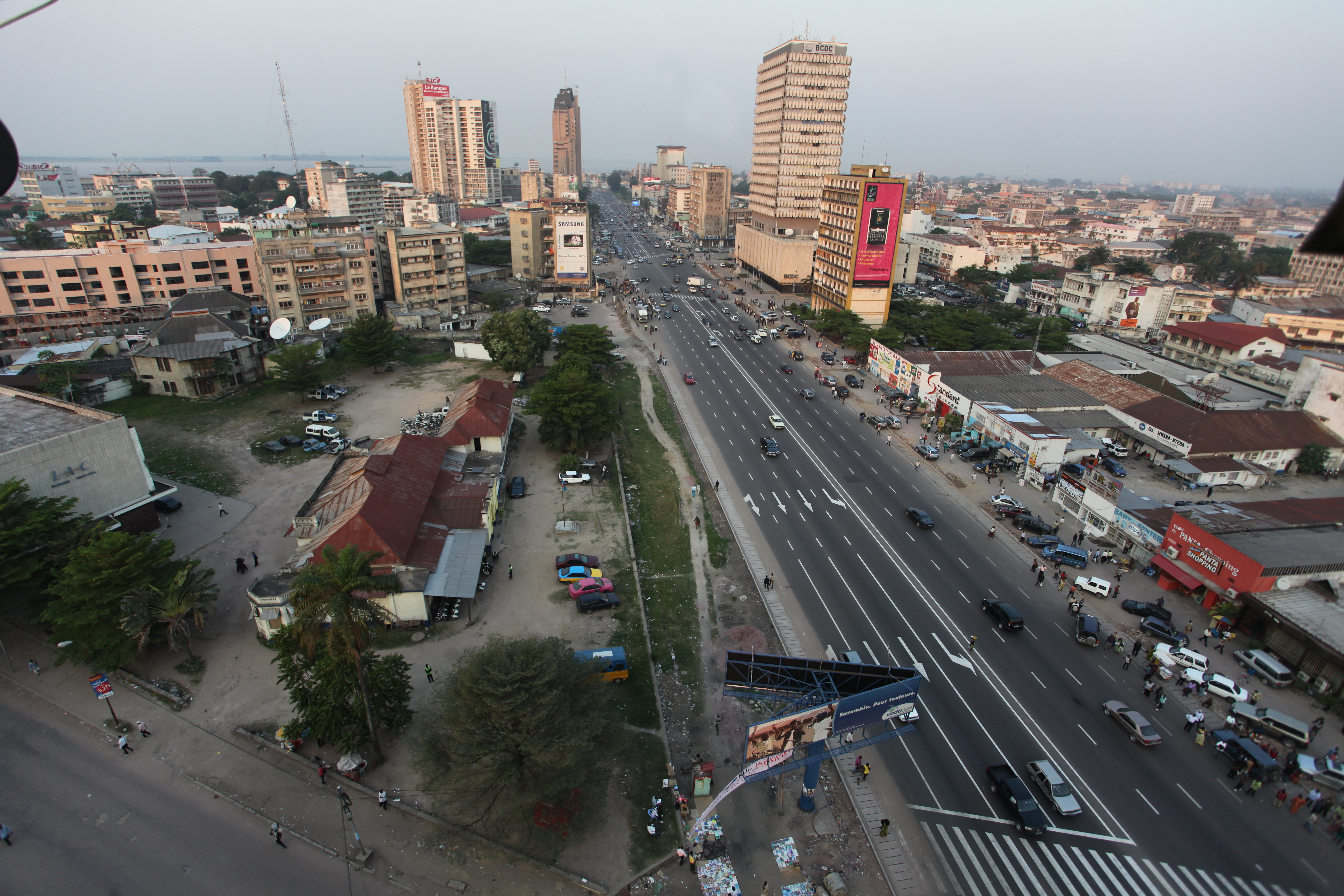
Kinshasa, ciudad en la cual Fally Ipupa creció.

El 5 de mayo de 2014 sale el clip de su nuevo título Original, donde se puede ver a las cantantes de zouk Lynnsha y Fanny J y al jugador de baloncesto de los Thunder de Oklahoma City, Serge Ibaka, bailar la canción. 
Gana en los Afrimma en Embaldosaste, en la categoría Mejor artista de África central en julio de 2014 y Fally Ipupa va a Washington, en el marco de la cumbre Estados Unidos-África, concentración para la cual Barack Obama ha invitado a 47 dirigentes africanos entre el 4 y el 6 de agosto de 2014 con el objetivo de reforzar los vínculos entre Estados Unidos y África. Hay una decena de artistas africanos,  entre los que Fally Ipupa es el único artista invitado de África Central.

### F'Victeam:Libre parcours(2015)
Con su grupo F'Victeam, Libre parcours sale el 10 de marzo de 2015 en París, el 13 de marzo en Kinshasa y el 22 de marzo en Reino Unido. Contiene veintitrés títulos repartidos en tres CD, de los cuales siete títulos en featuring con Fally: uno con Shella Mputu y otro con Christelle Ntesa Lova.
El 18 de abril de 2015, Ipupa es invitado en Washington por el Banco mundial al Global Citizen Earth Day. Este acontecimiento tiene como objetivo poner final a la extrema pobreza en el mundo y también poder encontrar soluciones para resolver el cambio climático. 
Da un concierto sobre el Nacional Mall ante más de 250 000 personas. Después de su estancia en Estados Unidos, participa en la octava edición del Festival de las músicas urbanas de Anoumabo (FEMUA) en Abiyán, Costa de Marfil, el 25 y 26 de abril. Fally Ipupa con su grupo F'Victeam da una gira por Estados Unidos entre el 8 de agosto y el 6 de septiembre de 2015 en las ciudades de Embaldosaste, Houston, Portland, Atlanta, Minneapolis, Washington D.C. y Nueva York.

### Tokooos(2017)
En 2016, prepara su álbum Tokooos. Fally Ipupa sale el sencillo Kiname, en featuring con el rapero francés Booba. El título es una referencia en Kinshasa, capital de Congo (RDC), de donde es originario, y Paname, sobrenombre en argot de París. Esta canción es una mezcla de géneros musicales al cruce entre el ndombolo, el afrobeat y el rap. El sencillo tiene un gran éxito.
Participa en el primer álbum del rapero MHD, en Ma vie.

### Control(2018)
En noviembre de 2018, sale su álbum de rumba, Control. El primer sencillo École es un ''générique'' ndombolo.

## Discografía

### Álbumes
- 2006: Droit chemin
- 2009: Arsenal de belles mélodies
- 2013: Power "Kosa Leka"
- 2015: Libre parcours (álbum de su orquesta F-Victeam)
- 2017: Tokooos
- 2018: Control
- 2020: Tokooos II

### Sencillos
- 2007: Droit Chemin (Remix) (feat. Krys)
- 2008: Naza Cot'Oyo
- 2011: French Kiss
- 2012: Sweet Life "La vie est belle"
- 2014: Original
- 2016: Kiname (feat. Booba)
- 2017 : Eloko Oyo
- 2017 : Bad Boy (feat. Aya Nakamura)
- 2017 : Jeudi Soir
- 2018 : École
- 2018 : Canne à sucre
- 2018 : Aime-moi
- 2020 : Allo Téléphone
- 2021 : Amore
- 2023 : Nou2

## Premios
- 2007 : 
  - Mejor intérprete masculino, con Droit Chemin en los Trophées des arts afro-caribéens.[21]
  - Mejor clip en Bénin.
  - Artista masculino del año en Costa de Marfil.
- 2008 :
  - Mejor artista de África Central en los Kora Awards.
- 2010 :
  - 3 Ndule Awards en la RDC : Mejor álbum (Arsenal de Belles Mélodies), Mejor clip (Chaise Électrique) y Mejor canción (Délibération).[22]
  - Mejor artista de África Central en los SoundCity Music Video Awards.
  - 2 MTV Africa Music Awards (Mejor artista francófono y Mejor videoclip (Sexy Dance)).[23]
- 2011 :
  - 2 Okapi Awards 2011 en RDC.[24]
  - Nominé aux BET Awards dans la catégorie Best International Act : Africa.[25]
  - Trois trophées aux Moamas Awards (Artiste de l'année, Chanson la plus populaire de l'année pour Sexy Dance et Meilleur chanson de l'année - Afrique Centrale).[26]
- 2013 :
  - Trace Urban Music Awards : Meilleur artiste africain.[27]
- 2014 : 
  - Afrimma Awards 2014 : Meilleur artiste de l'Afrique centrale.[28]
- 2015 :
  - Prix spécial de l'intégration africaine en Côte d'Ivoire décerné par le ministère ivoirien de l'intégration africaine.
  - Ndule Award 2015 : Star de l'année.[29]
  - Africa Top Success Awards : Personnalité masculine africaine la plus influente de l'année 2015.[30]